# 韩炳宸
韓炳宸（？—1939年），字星坦，金乡镇高庄人，中華民國軍人，官至少將。他為中日戰爭期間陣亡的中國軍方高級將領之一。

## 生平
韓炳宸為中華民國國民革命軍高級將領，中日戰爭期間，隸屬山東第十三戰區，是為該敵後戰區的保安副司令，他於1939年1月9日陣亡於山東萊陽。